# Fontenille
Fontenille – miejscowość i gmina we Francji, w regionie Nowa Akwitania, w departamencie Charente.
Według danych na rok 1990 gminę zamieszkiwało 335 osób, a gęstość zaludnienia wynosiła 35 osób/km² (wśród 1467 gmin regionu Poitou-Charentes Fontenille plasuje się na 683. miejscu pod względem liczby ludności, natomiast pod względem powierzchni na miejscu 852.).